# Wolfgang Junginger
Wolfgang Junginger (* 27. Oktober 1951 in Stuttgart; † 17. Februar 1982 bei Osterwald) war ein deutscher Skirennläufer.

## Leben
Junginger gehörte von 1970 bis 1976 der deutschen Skinationalmannschaft an. In dieser Zeit galt er als einer der beständigsten Slalom- und Riesenslalomfahrer des Deutschen Ski-Verbandes (DSV). Insgesamt erreichte er im Lauf seiner Karriere bei Weltcuprennen zwölfmal Platzierungen unter den besten Zehn, darunter zwei sechste Plätze bei den Riesenslaloms von Anchorage (März 1973) und Saalbach (Dezember 1973).
Der größte Erfolg seiner Karriere gelang ihm bei den Skiweltmeisterschaften 1974 in St. Moritz. Mit der Bronzemedaille in der Kombination holte er die einzige Medaille für das Männerteam des DSV. Diesen Erfolg konnte er zwei Jahre später bei den Olympischen Winterspielen in Innsbruck mit einem vierten Platz in der Kombination und einem sechsten Platz im Slalom bestätigen. Im April 1976 kündigte er seinen Rücktritt an.
Junginger kam am 17. Februar 1982 bei einem Flugzeugabsturz ums Leben. Als Pilot eines zweimotorigen Propellerflugzeuges vom Typ Piper PA-34 Seneca  war er mit drei Freunden auf dem Weg von München nach Hannover zu einem Fußballländerspiel gegen Portugal und meldete kurz vor dem Landeanflug auf den Flughafen Hannover technische Schwierigkeiten. Kurz nach 20 Uhr stürzte die Maschine im Schwarzen Moor bei Resse nahe Osterwald ab. Drei der vier Insassen verloren bei dem Unglück ihr Leben. Einziger Überlebender damals war Uli Hoeneß, der Manager und spätere Präsident des FC Bayern München.

## Erfolge

### Olympische Winterspiele
- Innsbruck 1976: 6. Slalom, 19. Riesenslalom, 29. Abfahrt

### Weltmeisterschaften
- St. Moritz 1974: 3. Kombination, 8. Slalom, 12. Riesenslalom
- Innsbruck 1976: 6. Slalom, 19. Riesenslalom, 29. Abfahrt

### Weltcup
- 12 Platzierungen unter den besten 10